# Scindapsus alpinus
Scindapsus alpinus  Alderw. – gatunek wieloletnich, wiecznie zielonych pnączy z rodziny obrazkowatych, pochodzących z Sumatry.